# Gigio Alberti
Gigio Alberti (eigentlich Luigi Alberti, * 19. Juni 1956 in Mailand) ist ein italienischer Schauspieler.

## Leben
Alberti diplomierte am Piccolo Teatro di Milano 1981 mit dem Stück Un cappello di paglia unter der Regie von Franco Parenti. Er spielte an der Mailänder Scala, im Speziellen aber für Off-Theater seiner Heimatstadt wie dem „Teatro dell'Elfo“ (oft unter Gabriel Salvatores) und der Truppe um Paolo Rossi und David Riondino. Mit seinem beruflichen Partner Salvatores gelang Alberti auch der Sprung ins Kino; in allen dessen Filme spielt er eine gewichtige Rolle. Diese führten zu anderen interessanten Abgeboten wie die des vor prinzipielle Herausforderungen gestellte Intellektuelle in Bonus malus. Im neuen Jahrtausend sah man Alberti neben weiterhin zahlreichen Kinorollen auch in Fernseharbeiten.

## Filmografie (Auswahl)
- 1991: Mediterraneo
- 1996: Die große Eiche (La grande quercia)
- 1997: Nirvana
- 2010: Was will ich mehr (Cosa voglio di più)
- 2013: Die süße Gier (Il capitale umano)
- 2015–2018: Die Toten von Turin (Non uccidere)
- 2022: Und draußen die Nacht (Esterno notte, Fernsehserie)